# Tropidonophis halmahericus
Tropidonophis halmahericus är en ormart som beskrevs av Boettger 1895. Tropidonophis halmahericus ingår i släktet Tropidonophis och familjen snokar. Inga underarter finns listade i Catalogue of Life.
Denna orm förekommer på norra Halmahera, på Bacan och på Ternate. Individerna lever i skogar nära vattendrag. Honor lägger ägg.
Beståndet hotas av skogsröjningar. Antagligen har Tropidonophis halmahericus bra anpassningsförmåga. IUCN listar arten som livskraftig (LC).